# Tsuchimikado
Imperador Tsuchimikado (1195 — 1231) foi o 83º imperador do Japão, na lista tradicional de sucessão. Reinou de 1198 a 1210.

## Vida
Antes de sua ascensão ao Trono do Crisântemo seu nome pessoal era Tamehito. Foi o filho primogênito do Imperador Go-Toba. Sua mãe era Ariko, filha de Minamoto no Michichika.
Em 1198, assumiu o poder após a abdicação de Go-Toba, que continuou a governar como imperador em clausura (ou imperador aposentado), pois Tsuchimikado tinha apenas dois anos de idade.
Em 1210, quando Tsuchimikado fez quatorze anos, Go-Toba o convenceu a abdicar em favor de seu irmão mais novo, que se tornaria o Imperador Juntoku. Após abdicar saiu de Quioto, viajando para a província de Tosa (atual Kochi).
Em 1221, Go-Toba iniciou uma rebelião que tentou derrubar o Xogunato e restaurar o poder imperial. Este conflito, ficou conhecido como Guerra Jōkyū. Após a  Terceira Batalha de Uji a rebelião foi controlada e Go-Toba foi exilado para as Ilhas Oki, de onde nunca mais voltou. Nesta ocasião Tsuchimikado foi exilado para a província de Awa (atual Tokushima), onde morreu em 1231 aos 36 anos de idade.
Tsuchimikado é tradicionalmente venerado em um memorial no santuário xintoísta em Quioto. A Agência da Casa Imperial designa este local como Mausoléu de Tsuchimikado. E é oficialmente chamado Kanegahara no misasagi.

## Daijō-kan
- Sesshō, Konoe Motomichi, 1160–1233.
- Sesshō, Kujō Yoshitsune, 1169–1206.
- Daijō Daijin, Fujiwara no Yorizane, 1199–1204.
- Daijō Daijin, Kujō Yoshitsune, 1204–1205.
- Daijō Daijin, Fujiwara no Yorizane, 1208–1209.
- Sadaijin, Fujiwara no Kanezane, 1198–1199.
- Sadaijin, Kujō Yoshitsune, 1199–1204.
- Sadaijin, Konoe Iezane, 1204–1207.
- Sadaijin, Fujiwara no Tadataka, 1207–1210.
- Udaijin, Fujiwara no Kanemasa, 1198.
- Udaijin, Fujiwara no Yorizane, 1198–1199.
- Udaijin, Konoe Iezane, 1199–1205.
- Udaijin, Fujiwara no Takatada, 1205–1207.
- Udaijin, Kasannoin Tadatsune, 1207–1208.
- Udaijin, Konoe Michitsune, 1208–1209.
- Udaijin, Kujō Yoshisuke, 1209–1210.
- Naidaijin, Kujō Yoshitsune (1195 - 1199)
- Naidaijin, Konoe Iezane (1199)
- Naidaijin, Minamoto no Michichika (1199 - 1202)
- Naidaijin, Fujiwara no Tadataka (1202 - 1205)
- Naidaijin, Saionji Sanemune  (1205 - 1206)
- Naidaijin, Kasannoin Tadatsune  (1207 - 1208)
- Naidaijin, Kujō Yoshisuke (1208 - 1209)
- Naidaijin, Tokudaiji Kintsugu  (1209 - 1211)